# Les Fusains
Les Fusains, ou la Cité des Fusains, est une cité d'artistes située au 22, rue Tourlaque dans le 18e arrondissement de Paris (France). Comme le Bateau-Lavoir, elle est connue pour avoir été un lieu de résidence, de travail et de réunion de nombreux artistes peintres et sculpteurs célèbres.

## Historique

### Origine
Le site, très prisé aujourd’hui, a longtemps été considéré comme marginal. Les constructions qui le composent sont principalement faites de structures légères en bois, associées à des cloisons en carreaux de plâtre mêlés à du mâchefer. Il s’agirait d'éléments d’anciens pavillons de l’Exposition universelle de 1889, transférés entre 1900 et 1910 sur une ancienne parcelle du cimetière de Montmartre.
Le terrain, instable en raison d’anciennes carrières de gypse à ciel ouvert, avait été remblayé, ce qui excluait toute construction lourde. Cela a conduit à l’installation d’édifices modestes, adaptés aux contraintes géotechniques du site.

### Installation d'artistes

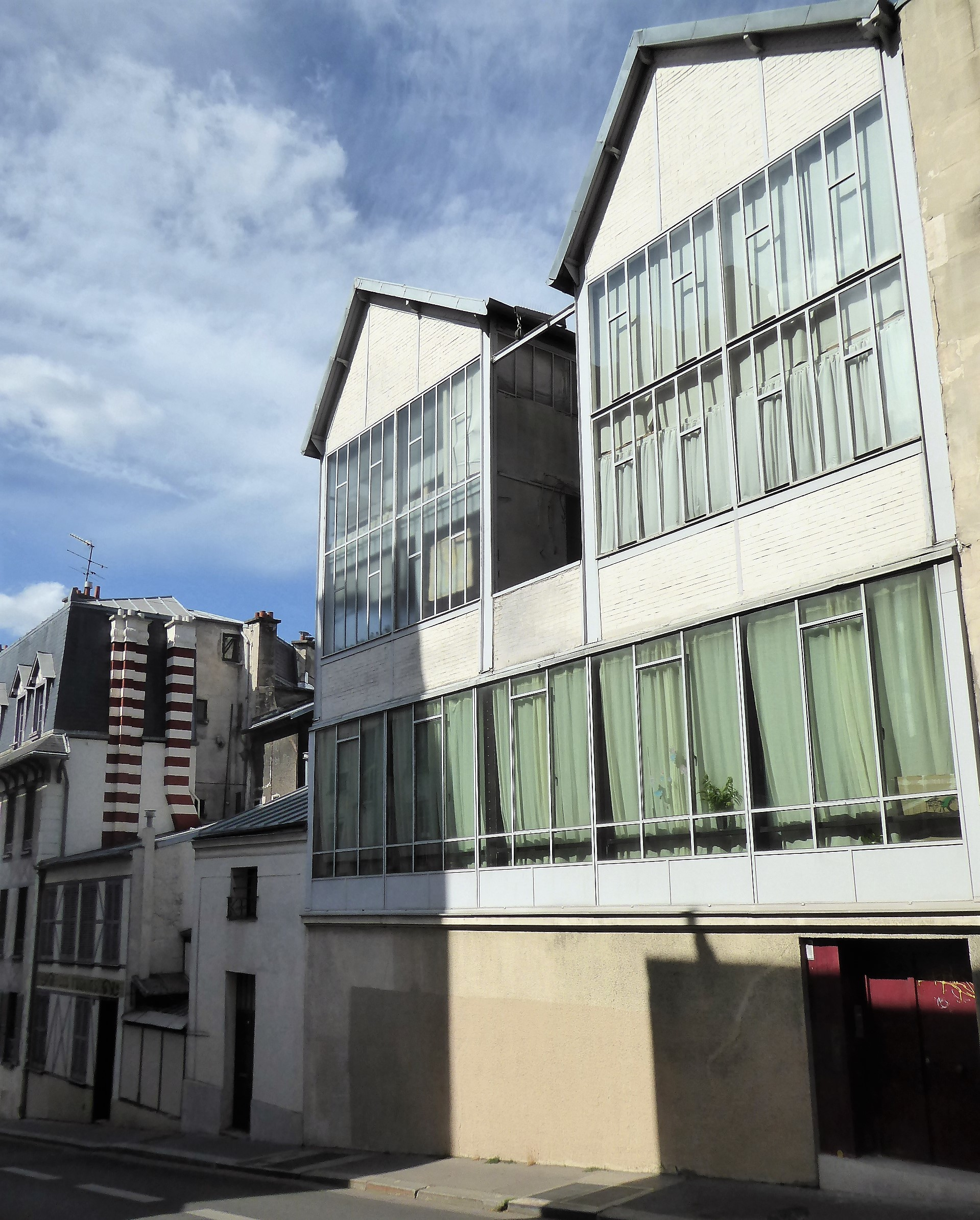
Ateliers vitrés de la façade avant.

La construction de la cité des Fusains s’est effectuée en plusieurs étapes.
À partir de 1900,, érigés rue Steinlen à Paris sur une parcelle désaffectée du cimetière Montmartre sous la direction de l’architecte Robert Bourdeau, des ateliers en structure légère sont tout d'abord loués à prix modique à des artistes tels que André Derain (1906), Georges Joubin (1912), Pierre Bonnard (1913) ou Auguste Renoir. D'autres artistes commencent à s’y installer et à y aménager leurs ateliers. 
Dans les années 1920, la cité est agrandie et se prolonge jusqu’à la rue Tourlaque ; des constructions à ossature métallique sont érigées sur les parties les plus élevées du terrain. Des allées sinueuses et plantées d’arbres où, plus tard, prendront place des sculptures, portent les noms d’artistes de Montmartre : Forain, Willette, Poulbot…
Outre les artistes déjà cités, ces nouveaux espaces accueillent plusieurs figures du mouvement surréaliste, telles que Jean Arp et Sophie Taeuber y ont un atelier de 1922 à 1926, Max Ernst de 1925 à 1935 environ et Joan Miro en 1927 (deux ateliers successifs). On y voit travailler Masson, Leprin, Pascin, Asselin, Forain, Magritte, Dali et Roger Crusat, ; les échanges sont également fréquents entre la cité des Fusains et le Bateau-Lavoir, autre célèbre cité d'artistes parisienne. Le poète Paul Éluard y réside également dans les années 1920.

### Après-guerre
Durant les années 1950, l’ensemble architectural se trouve dans un état avancé de vétusté. Craignant sa disparition, plusieurs occupants choisissent alors de racheter leurs ateliers à bas prix.
En 1965, la cité est inscrite à l'inventaire des sites « pittoresques », ce qui marque le début de sa préservation. Elle est classée à ce titre par arrêté du 29 avril 1966.
Les propriétaires engagent progressivement des travaux d’isolation et d’embellissement, certains végétalisant les allées. Quant aux sculptures visibles sur place, elles sont souvent le fruit d’un legs involontaire, laissées par des artistes lors d’un départ ou à la suite d’un décès.

La façade arrière, rue Steinlen
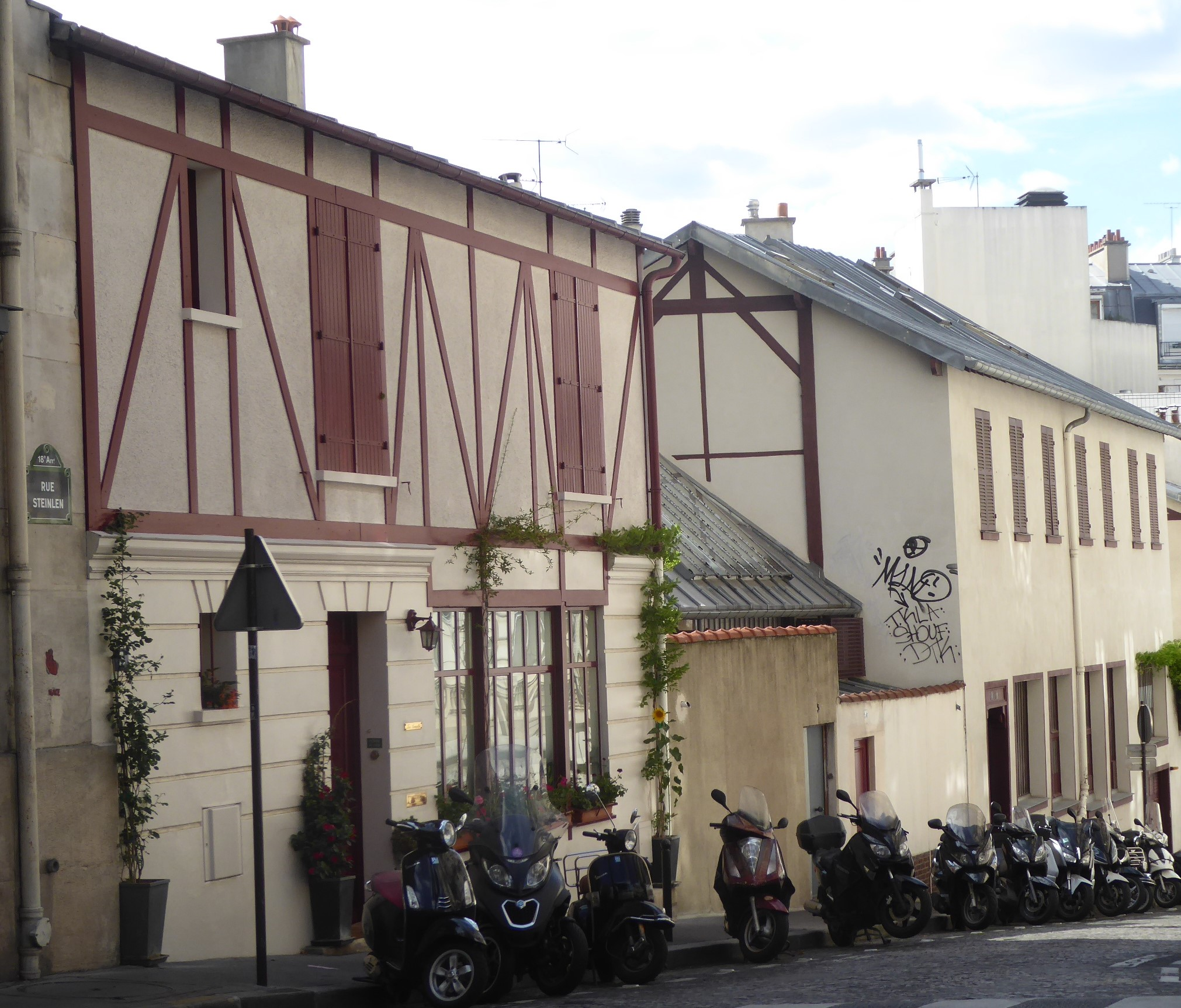
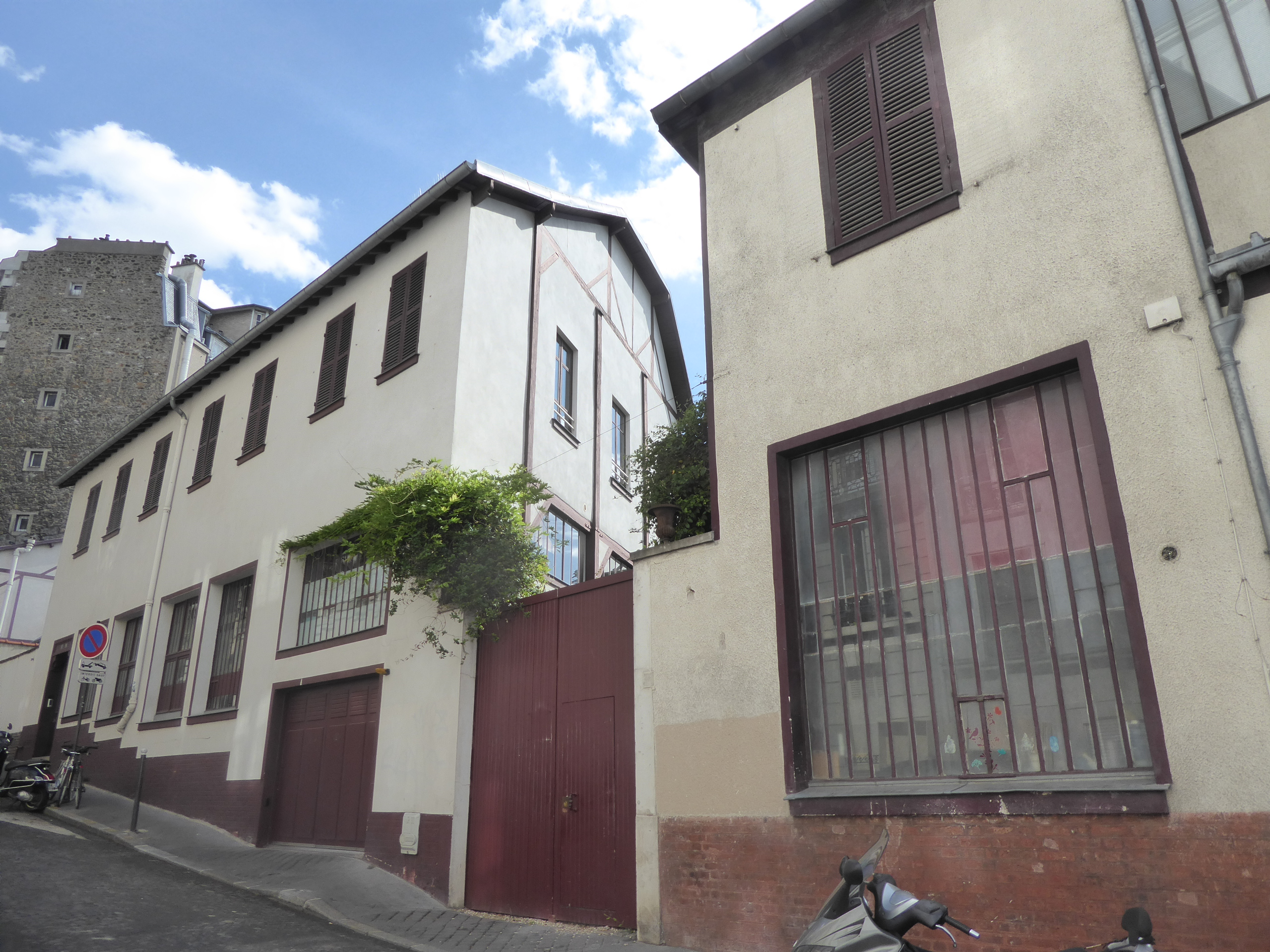

À l’origine, ces ateliers n’étaient pas destinés à l’habitation. Dans les années 1980, leur état de délabrement dissuadait encore tout projet d’achat ou de réhabilitation.
Mais, au fil des décennies, une population plus aisée s’installe et entreprend d’importantes rénovations. Depuis que des statues ont été dérobées dans le jardin où figure ėgalement un puits classé du début du XVIIIe siècle,, la cité des Fusains est fermée aux non-résidents, .
En 2025, seuls deux artistes y travaillent encore et évoquent une époque où la cité abritait diverses professions artisanales (menuisier, restaurateur de vitraux ou encore fourreur). Depuis, ces métiers ont disparu du paysage local, remplacés par une population aux profils plus variés, parmi lesquels figurent quelques personnalités du monde culturel. Le réalisateur Jean-Jacques Beineix y a résidé, tout comme le dessinateur Sempé. Aujourd'hui le lieu est principalement devenu l'objet de tractations immobilières intenses et les ateliers vitrés sont vendus à prix d'or aux amateurs d'ateliers d'artistes,.
| Image externe |                                |
|               | Une allée de la cité en 2025.. |